# Koest
Koest (internationale titel: Doggy) is een korte film uit 2007 die is geproduceerd in het kader van Kort! 7.

## Inhoud
De kleine jongen Dédé woont in een druk gezin. Zijn ouders hebben geen aandacht voor hem. Op een dag vindt hij een aan een boom gebonden hond. Hij geeft de hond zijn vrijheid terug, maar de hond volgt hem naar school en naar huis. Aanvankelijk hebben zijn ouders het niet in de gaten, maar 's nachts halen ze de hond uit zijn bed en brengen hem weg. Vanaf het moment dat de hond Dédé volgde, sprak hij al niet meer, maar nu blaft hij er ook nog bij. De huisarts kan geen ziekte vinden en verwijst hem door naar de dierenarts. 's Nachts rent en blaft hij met de straathonden. Pas wanneer hij als hond acceptatie en aandacht van zijn vader krijgt, spreekt hij weer.

## Acteurs
- Sem Kleijne Snuverink: Dédé
- Marcel Musters: vader
- Juul Vrijdag: moeder

## Prijzen
- Kinderfilmfestival van Caïro (Beste korte film, 2de prijs kinderjury)
- Showcomotion Young People’s Film Festival 2008, Sheffield (UNICEF UK Short Film Award)
- Jeugdfilmfestival BUFF 2008 in Malmö (Region Skåne Short Film Prize)